# Cyrtogaster fluitantis
Cyrtogaster fluitantis är en stekelart som beskrevs av De Santis 1972. Cyrtogaster fluitantis ingår i släktet Cyrtogaster och familjen puppglanssteklar. Inga underarter finns listade i Catalogue of Life.